# Wirtualne contact center
Wirtualne contact center (ang. virtual contact center VCC) – rozwinięta forma zintegrowanego systemu obsługi klienta, całość elementów służących do obsługi masowych interakcji z klientami przedsiębiorstwa lub instytucji za pośrednictwem wielu kanałów kontaktu:
- telefon – obsługa połączeń przez konsultantów (agentów)
- telefon – automatyczna obsługa IVR
- poczta elektroniczna
- telefaks
- interakcje internetowe – wspólne interakcje na stronach internetowych
- czat – pogawędka internetowa
- powiadomienia automatyczne – powiadomienia głosowe i SMS-owe
- infomaty

Cechą charakterystyczną wirtualnego contact center jest brak konieczności inwestycji i instalacji dedykowanej platformy sprzętowo-programowej w siedzibie przedsiębiorstwa lub instytucji czy lokalizacji konsultantów (agentów). Pozwala to na wirtualizację, czyli oderwanie funkcjonalności od konkretnej lokalizacji i dostępność funkcjonalności wirtualnego contact center w praktycznie dowolnej lokalizacji. Wirtualne contact center najczęściej posadowione jest na poziomie sieci operatorskiej i dostarczane w formie usługi o podwyższonych parametrach niezawodnościowych, ale przy zachowaniu pełnej kontroli przez firmę korzystającą z tej usługi. Istnieją odmiany hybrydowe, gdzie elementy systemu są posiadane przez korzystającego z usługi w swojej lokalizacji.
Koncepcyjnie oznacza odejście od wymogu centralizacji zasobów konsultantów w ograniczonej liczbie lokalizacji, jak miało to miejsce w tradycyjnym modelu call/contact center, na rzecz koncepcji elastycznego dostosowywania się do zmieniających się struktur i zasobów przedsiębiorstwa lub instytucji.
Pierwsze implementacje miały miejsce z wykorzystaniem telefonii stacjonarnej. Obecnie rozwiązania klasy wirtualnego contact center są neutralne technologicznie i obsługują z identycznym poziomem funkcjonalności zarówno telefony stacjonarne PSTN jak telefony IP oraz telefony przenośne, co obniża bariery rozpoczęcia korzystania z rozwiązania. Chociaż większość stanowisk konsultantów stworzone jest ciągle w tradycyjnym modelu, to liczba stanowisk tworzonych według paradygmatu wirtualnego contact center – aplikacji biznesowej dostarczanej jako usługa z poziomu sieci teleinformatycznej – dynamicznie rośnie, co związane jest z większą elastycznością i bezpieczeństwem.
Dalszą formą rozwojową stanowi virtual video contact center, udostępniające jako kanał interakcji wideo.
Przykładowe implementacje
Od listopada 2007 działał w województwie podlaski regionalny System 7/24 oparty na koncepcji wirtualnego contact center. Od września 2009 działa ogólnopolski system Zielona Linia 7/24.